# 馬伊默卡河
13°41′42″N 39°11′24″E / 13.695°N 39.19°E

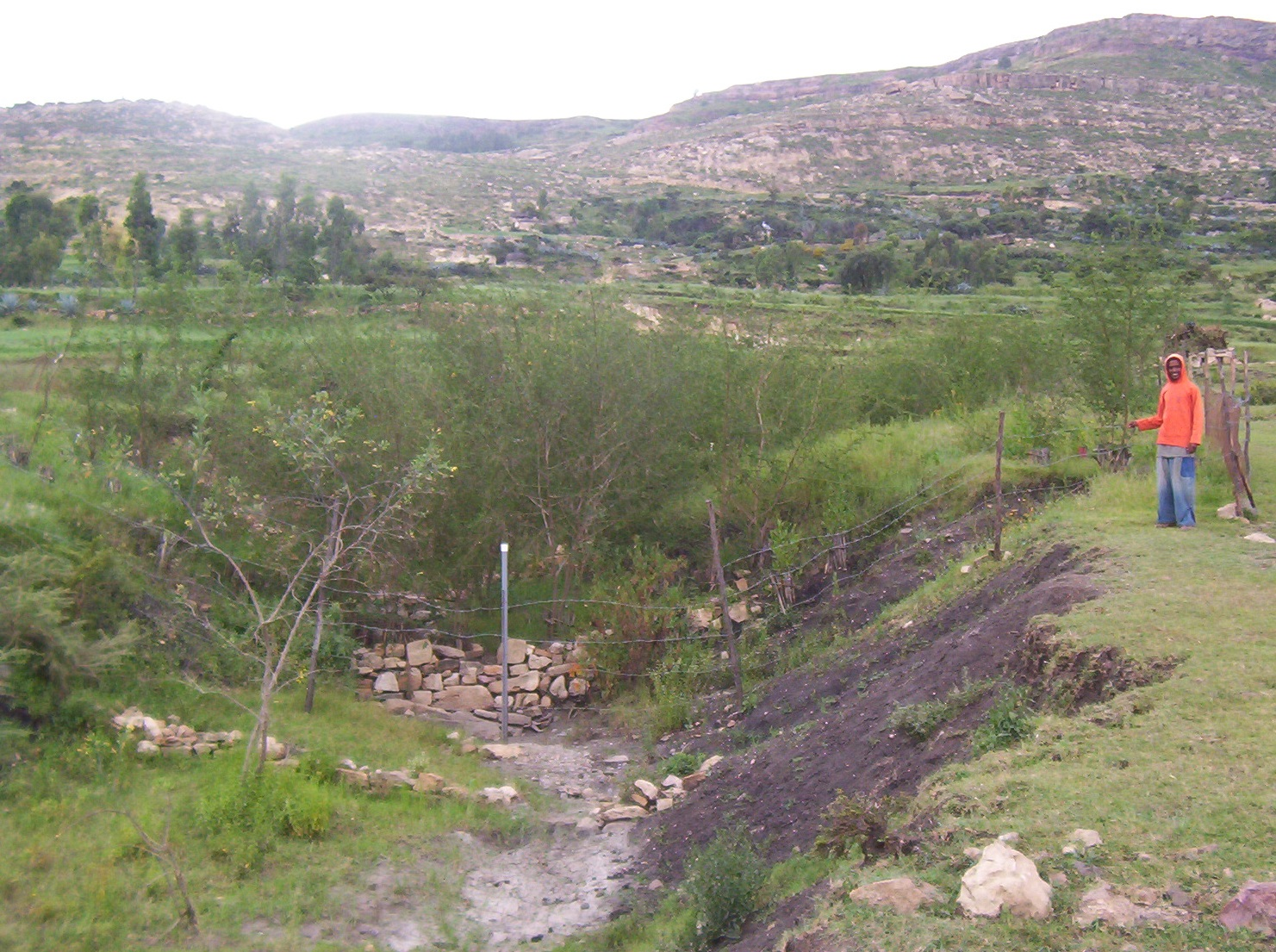

馬伊默卡河是埃塞俄比亞的河流，位於該國北部，處於提格雷州，屬於尼羅河流域的一部分，河道全長5.5公里，河床上的巨石和鵝卵石可能來自流域上游。